# Februari 1999
Dit artikel geeft een chronologisch overzicht van alle belangrijke gebeurtenissen per dag in de maand februari van het jaar 1999.

## Gebeurtenissen

### 6 februari
- Bisschopswijding van hulpbisschop Everard de Jong van Roermond in de Sint-Christoffelkathedraal te Roermond door bisschop Frans Wiertz.

### 7 februari
- Lancering van de Stardust, het eerste ruimtetuig dat materiaal uit de staart van een komeet opvangt en terugbrengt naar de aarde.

### 10 februari
- Door lawines in de Franse alpen bij de stad Genève komen minstens tien mensen om het leven.

### 11 februari
- Pluto bevindt zich op grotere afstand van de zon dan Neptunus. Dit blijft zo tot in 2231.

### 12 februari
- De Amerikaanse senaat stemt tegen voortzetting van de impeachmentprocedure tegen president Clinton.
- Langste zonneschijnduur 8,9 uur.

### 14 februari
- De Amerikaanse atleet Maurice Greene evenaart in Los Angeles het wereldrecord op de 50 meter met een tijd van 5,56.

### 15 februari
- In Nairobi wordt PKK-leider Abdullah Öcalan gearresteerd.

### 16 februari
- Koerdische rebellen bezetten ambassades doorheen Europa nadat Turkije een van hun leiders, Abdullah Öcalan, arresteert.

### 23 februari
- Een lawine treft het Oostenrijkse dorp Galtür met 31 doden tot gevolg.

### 24 februari
- Het stoffelijk overschot van de 13-jarige Sybine Jansons, die sinds 19 januari vermist was, wordt in de buurt van Breukelen in het water gevonden. In 2001 wordt Martin C. voor haar verkrachting en moord veroordeeld tot 18 jaar cel.
- Een vliegtuig van China Southern Airlines stort neer bij het aanvliegen op Whenzou vliegveld in het oosten van China, 61 mensen komen om.

### 25 februari
- Honderden mensen raken besmet met de legionellabacterie tijdens een bezoek aan de Westfriese Flora in Bovenkarspel, 32 mensen overlijden aan de gevolgen van de veteranenziekte.
- In Stockholm loopt Maria Mutola uit Mozambique op de 1000 meter een nieuwe wereldrecordtijd van 2.30,94.

### 27 februari
- Colin Prescot en Andy Elson brengen 233 uur en 55 minuten door in een luchtballon, in een poging rond de wereld te vliegen, en verbeteren daarmee het record.
- Olusegun Obasanjo wordt gekozen tot president van Nigeria. Hij is de eerste gekozen president sinds 1983.

## Overleden
<< · januari · februari · maart · april · mei · juni · juli · augustus · september · oktober · november · december · >>